# Виговский, Даниил Сергеевич
Даниил Сергеевич Виговский (род. 27 марта 2001, Луганск) — российский футболист, полузащитник.

## Биография
Начинал заниматься футболом в родном Луганске в академии «Зари» В 2015 году вместе с семьей переехал в Волгоград, где он выступал за старших юношей. Довольно быстро Виговского заметили в академии «Спартака» и пригласили начинающего футболиста к себе. В 2019 году полузащитник находился на просмотре в молодежном составе испанской «Валенсии».
В сентябре 2019 года уже после закрытия летнего трансферного окна хавбек вместе с другим воспитанником «Спартака» Данилом Полубояриновым в качестве свободных агентов переехали в Беларусь, где заключили контракт с клубом Высшей лиги «Энергетик-БГУ». Дебютировал в элите местного футбола Виговский 21 октября в гостевом матче против «Городеи» (0:1) — на 64-й минуте он вышел на замену вместо бразильца Виктора Диаса.
В 2021 году Виговский выступал в Высшей лиги Латвии за «Спартак» из Юрмалы. В следующем году долгое время оставался без клуба, пока в августе не заключил контракт с российской командой второй лиги «Знамя Труда».